# Pedro Pacheco
Pedro Pacheco Herrera (ur. 1949 w Jerez de la Frontera) – andaluzyjski adwokat i polityk, od 1979 do 2003 burmistrz Jerez de la Frontera, wieloletni poseł do Parlamentu Andaluzji (1982–2004), w latach 1989–1990 deputowany do Parlamentu Europejskiego. 

## Życiorys
W pierwszych wolnych wyborach samorządowych w 1979 został wybrany alkaldem (burmistrzem) Jerez de la Frontera. Urząd pełnił nieprzerwanie do 2003, kiedy został mianowany pierwszym pełnomocnikiem (teniente) burmistrza i delegatem ds. polityki terytorialnej. Funkcję tę sprawował do 2007. 
W 1974 przystąpił do Socjalistycznego Sojuszu Andaluzji (hiszp. Alianza Socialista de Andalucía, ASA). Od 1993 do 1996 pełnił obowiązki koordynatora Andaluzyjskiej Partii Postępu (Partido Andaluz del Progreso, PAP). Od 1996 był wiceprzewodniczącym Partii Andaluzyjskiej, jednak opuścił jej szeregi. Obecnie jest sekretarzem generalnym Socjalistycznej Partii Andaluzji (Partido Socialista de Andalucía, PSA).
W 1982 wybrany do Parlamentu Andaluzji. Reelekcję uzyskiwał w latach 1986, 1989, 1994, 1996 i 2000. Pełnił obowiązki rzecznika andaluzyjskiego klubu radnych podczas dwóch kadencji. W 1989 wybrany posłem do Parlamentu Europejskiego z listy Partii Andaluzyjskiej, był nim do 1990. 
Obecnie wykonuje zawód adwokata.